# Anobrium fasciatum
Anobrium fasciatum là một loài bọ cánh cứng trong họ Cerambycidae.